# Pünct

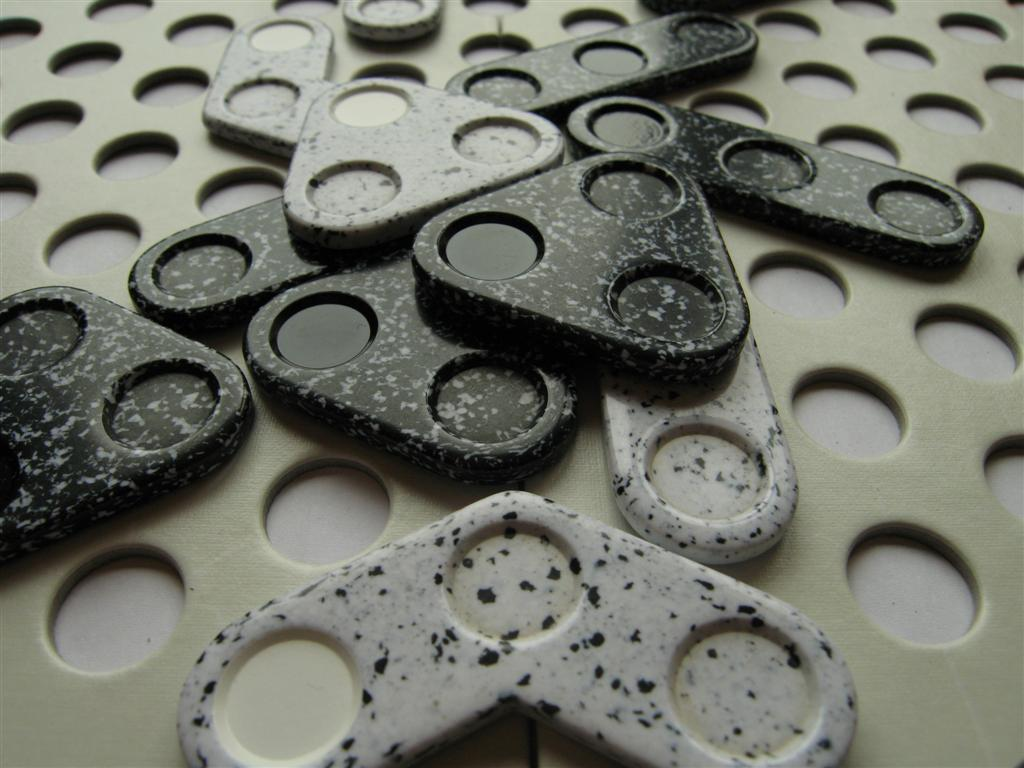
Een detail van het bord en de verschillende stukken

Pünct is een abstract bordspel in de Project-Gipf reeks van de Belgische spelontwerper Kris Burm. Het spel wordt gespeeld op een hexagonaal bord met witte en zwarte stukken van verschillende vormen. De stukken mogen volgens bepaalde regels gelegd, verschoven en gestapeld worden. Het is de bedoeling om als eerste een verbinding tussen twee tegenovergestelde zijden van het bord te maken. Het spel kwam in 2005 op de markt en werd uitgegeven door Don&Co. Sinds 2007 wordt het spel uitgegeven door Smart NV.

## De stukken
Elke speler beschikt over 18 stukken van verschillende vorm. Op elk stuk staat een stip welke de Pünct genoemd wordt. We kunnen de volgende stukken onderscheiden:
- 6 driehoeken met op één hoek een Pünct
- 2 rechte stukken met in het midden een Pünct
- 4 rechte stukken met aan de kant een Pünct
- 2 gebogen stukken met aan de linkerkant een Pünct
- 2 gebogen stukken met in het midden een Pünct
- 2 gebogen stukken met aan de rechterkant een Pünct

## Een zet doen
Je hebt de volgende mogelijkheden om een zet te doen
1. Je legt een nieuw stuk op het bord
2. Je verplaatst een stuk dat al op het bord ligt met de volgende mogelijkheden:
  1. Verplaats een stuk van jezelf naar een ander gedeelte van het bord
  2. Spring boven op andere stukken

Bij het inbrengen van nieuwe stukken mag niet in het centrale gedeelte van het bord (een hexagon met zijden van 3 vakken) gespeeld worden. Nieuwe stukken mogen ook niet direct op andere stukken geplaatst worden. Als een stuk verplaatst wordt dan moet de Pünct in een rechte lijn verplaatst worden. De rest van het stuk mag worden gedraaid.
Bij het springen op andere stukken gelden wat meer gecompliceerde regels. De belangrijkste is dat de Pünct van een stuk boven een stuk van de eigen kleur terechtkomt.

## Einde
De speler die erin slaagt het eerste een lijn te vormen tussen twee tegenovergestelde zijden van het bord (van bovenaf gezien) heeft gewonnen. Het spel kan ook eindigen als een speler zijn laatste stuk op het spelbord legt. In dat geval wint de speler die (van bovenaf gezien) de meeste velden in de centrale zone bezet.